# Давалос-и-Мальдонадо, Магдалена
Магдалена Давалос-и-Мальдонадо (исп. Magdalena Dávalos Maldonado; 1725, Чамбо (ныне провинция Чимборасо, Эквадор) — 1806, близ Риобамба) — южноамериканский учёный, литературный и общественный деятель.

## Биография
Родилась в семье крупного землевладельца. Племянница эквадорского учёного, политика, физика, математика, астронома, топографа и географа Педро Висенте Мальдонадо. В семье культивировалась любовь к искусству, литературе и наукам, была большая библиотека. Магдалена отличалась способностью к языкам, особенно французскому, а также к живописи, музыке и литературе.
Как это было принято в те времена, в 1738 году в возрасте 13 лет была выдана замуж, за дона Хуана Мануэля де Лисарсабуру, которому было 15 лет, потомку баскской семьи. Родила сына.
В 1757 году овдовела. Была хозяйкой литературного салона.
В современном Эквадоре известна своим образованием, академическими знаниями и литературными талантами. Была единственной женщиной-членом знаменитого литературного общества Escuela de la Concordia (Школы согласия, известного также, как Патриотическое общество друзей страны Кито).
Похоронена в Риобамба, в церкви Сан-Франциско, которая была построена при поддержке её сына Хосе Антонио.
В память о Магдалене Давалос-и-Мальдонадо названы улица в Риобамба и одна из городских школ.